# La Loma del Nopal
La Loma del Nopal är en ort i Mexiko.   Den ligger i kommunen Arandas och delstaten Jalisco, i den centrala delen av landet, 400 km väster om huvudstaden Mexico City. La Loma del Nopal ligger 2 054 meter över havet och antalet invånare är 139.
Terrängen runt La Loma del Nopal är platt åt sydväst, men åt nordost är den kuperad. Runt La Loma del Nopal är det ganska tätbefolkat, med 72 invånare per kvadratkilometer. Närmaste större samhälle är Arandas, 6,4 km öster om La Loma del Nopal. I omgivningarna runt La Loma del Nopal växer huvudsakligen savannskog.